# ليزلي جوستين
ليزلي جوستين (بالإنجليزية: Leslie Heath)‏ هو سياسي أسترالي، ولد في 17 أبريل 1902، وتوفي في 16 يوليو 1957. حزبياً، نشط في تحالف الليبرالية والريفي. وقد انتخب عضو مجلس النواب جنوب أستراليا من الجمعية عن دائرة Electoral district of Wallaroo ‏ وقد انضم خلال فترته النيابية (3 مارس 1956 – 16 يوليو 1957) للكتلة البرلمانية تحالف الليبرالية والريفي.